# Znanstveni zavod Hrvata u Mađarskoj
Znanstveni zavod Hrvata u Mađarskoj (Magyarországi Horvátok Tudományos Intézete) je znanstvena ustanova Hrvata u Mađarskoj.
Sjedište mu se nalazi u Pečuhu.
Ravnatelj Zavoda je dr. sc. Stjepan Blažetin.

## Poznati djelatnici i suradnici
- Ernest Barić
- Stjepan Blažetin
- Dinko Šokčević
- Marin Mandić
- Magdalena Molnar Drinoci
- Agnes Prodan

## Vanjske poveznice
- Znanstveni zavod  Arhivirana inačica izvorne stranice od 23. lipnja 2008. (Wayback Machine)
- Znanstveni Zavod Hrvata u Mađarskoj
- ZKVH Uskoro suradnja Zavoda za kulturu vojvođanskih Hrvata i Znanstvenog zavoda Hrvata u Mađarskoj
- (mađ.) Horvát Tanszék  Arhivirana inačica izvorne stranice od 21. srpnja 2011. (Wayback Machine) Kroatisztikai-Szlavisztikai Tanszék